# Aphrosiphon
Aphrosiphon is een geslacht van halfvleugeligen uit de familie Machaerotidae. De wetenschappelijke naam van dit geslacht is voor het eerst geldig gepubliceerd in 1935 door China.

## Soorten
Het geslacht Aphrosiphon  is monotypisch en omvat slechts de volgende soort:
- Aphrosiphon bauhiniae China, 1935